# Юйшуй
Юйшу́й (кит. упр. 渝水, пиньинь Yúshuǐ) — район городского подчинения городского округа Синьюй провинции Цзянси (КНР).

## История
В эпоху Троецарствия, когда эти земли находились в составе государства У, в 267 году из уезда Ичунь был выделен уезд Синьюй (新渝县). Во времена империи Суй он был в 589 году присоединён к уезду Упин, а уезд Упин был в 591 году опять присоединён к уезду Ичунь.
В 598 году уезд Синьюй был создан вновь, но после смены империи Суй на империю Тан он был в 622 году расформирован опять, его земли были разделены между соседними уездами.
В 624 году уезд Синьюй был создан в третий раз. В 742 году написание его названия было изменено на 新喻县.
После монгольского завоевания и образования империи Юань уезд Синьюй был в 1295 году поднят в статусе, став Синьюйской областью (新喻州). После свержения власти монголов и образования империи Мин область была в 1369 году вновь понижена в статусе до уезда.
В марте 1932 года на территории уездов Синьюй и Сяцзян была провозглашена советская власть, и они были объединены в уезд Синься (新峡县). В октябре 1934 года Китайская Красная армия ушла в Великий поход, и здесь были восстановлены гоминьдановские структуры власти.
После образования КНР в 1949 году был создан Специальный район Юаньчжоу (袁州专区), и уезд Синьюй вошёл в его состав. 8 октября 1952 года Специальный район Юаньчжоу был присоединён к Специальному району Наньчан (南昌专区). В 1957 году написание названия уезда Синьюй было изменено с 新喻县 на 新余县. 8 декабря 1958 года власти Специального района Наньчан переехали из города Наньчан в уезд Ичунь, и Специальный район Наньчан был переименован в Специальный район Ичунь (宜春专区).
В сентябре 1960 года уезд Синьюй был преобразован в городской уезд, и выведен из состава специального района, перейдя в прямое подчинение властям провинции Цзянси. в 1963 году это решение было отменено, и Синьюй, вновь ставший обычным уездом, вернулся в состав Специального района Ичунь. В 1970 году Специальный район Ичунь был переименован в Округ Ичунь (宜春地区).
Постановлением Госсовета КНР от июля 1983 года уезды Синьюй и Фэньи были выделены из округа Ичунь, образовав отдельный городской округ Синьюй; уезд Синьюй был при этом расформирован, а на его территории был образован район городского подчинения Юйшуй.

## Административное деление
Район делится на 3 уличных комитета, 10 посёлков и 6 волостей.

## Экономика
Важное значение имеет сельское хозяйство, в том числе выращивание риса, водяного шпината и корня лотоса, разведение пресноводной рыбы и креветок.

## Достопримечательности
- Лотосовые пруды в деревне Муцунь поселка Оули[3].